# マディング
マディング（フランス語: Madingou）は、コンゴ共和国の都市のひとつ。ブエンザ県およびマディング郡の行政府所在地。人口は約4.4万人（2023年国勢調査速報結果）。2007年の国勢調査では25,713人であった。
コンゴ共和国の首都ブラザヴィルと大都市の一つであるポワントノワールを結ぶ、コンゴ・オセアン鉄道の駅がある。